# Лёш, Александр Александрович
Александр Александрович Лёш (нем. Alexander Johann Lösch; 1837, Санкт-Петербург — 1889, Санкт-Петербург) — российский медик, аптекарь, действительный статский советник, профессор фармации и фармакогнозии в Военно-медицинской академии (1876). Брат Фёдора Александровича Лёша.

## Биография
Александр Лёш родился в 1837 году в Санкт-Петербурге в семье зажиточного аптекаря из прибалтийских немцев. После окончания в 1854 году училища при евангелическо-лютеранской церкви Св. Анны. (нем. Annenschule) под руководством отца, действительного статского советника Александра Ивановича Лёша (нем. Alexander Moritz Lösch), занялся изучением аптечного дела. Определившись учеником в вольную аптеку, он в 1857 году сдал экзамен при Медико-хирургической академии на звание аптекарского помощника, а затем, пройдя в Академии двухгодичное обучение, в 1860 году сдал экзамен на звание провизора. Изучение фармации и фармакологии Лёш продолжил в Дерптском университете и в 1862 году получил степень магистра за диссертацию «Ueber die Einwirkung des Ammoniaks auf d. Quecksilberoxydulsalze».
Вернувшись в Санкт-Петербург, занял предложенное ему место управляющего Пантелеймоновской аптекой. В 1866 году профессор фармации в Медико-хирургической академии Ю. П. Трапп пригласил Лёша к себе ассистентом. По оставлении профессором Траппом кафедры Лёш был выбран академической конференцией его преемником. По утверждению авторов Русского биографического словаря, на экзаменах Лёш был строг со студентами, но несмотря на это они любили его. Написал ряд исследований по химии и фармации, преимущественно на немецком языке. Известны его научные работы по судебной химии, участие в открытии кукольвана в пиве, в исследованиях химического состава невской воды и др. Около 20 лет Лёш состоял членом филантропического комитета Императорского Человеколюбивого общества. Награды: ордена Св. Станислава и Св. Анны II степени, Св. Владимира III степени. Скончался 9 мая 1889 года.